# 安康中学
安康中学是中华人民共和国陕西省安康市的一所普通高中示范性学校。

## 沿革
1905年（清朝光绪三十一年），兴安知府金文同依据《奏定学堂章程》建立“兴安府中学堂”。
1912年（民国元年），兴安府中学堂更名为“兴安府中学校”。
1919年（民国八年），学校更名为“兴安九县联立中学校”。
1929年（民国十八年）冬季，校长许宏儒依据陕西省教育厅规定在此基础建立了“陕西省立第七中学”。
1930年秋季，陕西省立第七中学搬迁到三义庙（今老城五星街）。
1934年（民国二十三年）秋季，学校更名为“陕西省安康中学校”，并且开始招收高中生。
1951年，学校更名为“陕西省安康中学”，陕西省教育厅确认其是当时8所重点中学之一。
1953年秋季，学校搬迁到新城西门外莲花池旁。
1958年8月，学校更名为“安康县高级中学”。
1959年1月，学校更名为“陕西省安康高级中学”。
1969年10月，学校更名为“陕西省安康县五七中学”。
1972年9月，学校恢复名称“陕西省安康中学”。
2011年9月，陕西省教育厅确定其为陕西省普通高中示范性学校。

## 文化
- 校训：民族 理想 荣誉 科学 进步 文明